# Kearny Federal Ship
Kearny Federal Ship is een voormalige Amerikaanse voetbalclub uit Kearny, New Jersey. De club speelde twee seizoenen in de National Association Football League.